# Soumya Swaminathan

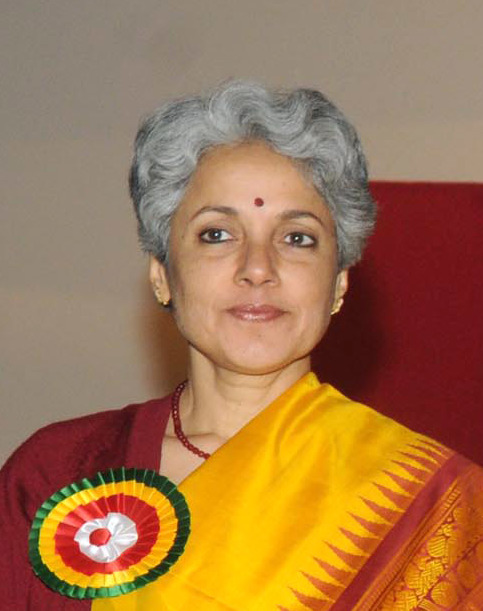
Soumya Swaminathan (2016)

Soumya Swaminathan (* 2. Mai 1959 in Kumbakonam, Tamil Nadu) ist eine indische Kinder- und Jugendmedizinerin. Sie ist seit März 2019 die leitende Wissenschaftlerin der Weltgesundheitsorganisation (WHO).

## Leben und Wirken
Swaminathan ist die Tochter der Erziehungswissenschaftlerin Mina Swaminathan und des Umweltpioniers M. S. Swaminathan. Sie studierte am Armed Forces Medical College (AFMC), dem All India Institute of Medical Sciences, New Delhi (AIIMS D) und besitzt ein Diplom des National Board of Examinations. Sie forschte am Children’s Hospital Los Angeles zur Kinderpneumologie. Zwischen 2009 und 2011 war sie als Koordinatorin des UNICEF/UNDP/Weltbank/WHO-Sonderprogramms für Forschung und Ausbildung im Bereich Tropenkrankheiten in Genf tätig. Von 2015 bis 2017 war sie sowohl Sekretärin der indischen Regierung für Gesundheitsforschung als auch Generaldirektorin des Indian Council of Medical Research.
Von Oktober 2017 bis März 2019 war sie Vizegeneraldirektorin für die Programme (DDP) der WHO.